# Исрафил
Исрафи́л (араб. إسرافيل‎) — вестник Последнего суда в исламской эсхатологии. Один из трёх (наряду с Джибрилом, Микаилом) ангелов-мукаррабун. Стоя на иерусалимской горе, Исрафил звуками трубы возвестит о воскрешении мёртвых для страшного суда. Из-за его связи с трубой, Исрафила иногда называют «ангелом музыки». Исрафил представляется существом огромных размеров, у него четыре крыла, тело покрыто волосами, ртами, зубами. Исрафил передаёт веления Аллаха другим ангелам. Трижды в день и один раз ночью Исрафил плачет над мучениями грешников в аду.

## Сунна
‘Абдуллах ибн ‘Аббас передаёт: «Однажды, когда Джибриль (мир ему) сидел у Пророка, он услышал какой-то скрип над собой, поднял голову и сказал: “Это открылись небесные врата, которые никогда до сегодняшнего дня не открывались”. Затем оттуда спустился ангел, и [Джибриль] сказал: “Это спустился на землю ангел, который никогда до сегодняшнего дня не спускался”. [Этот ангел] поприветствовал [Пророка (мир ему и благословение Аллаха)] и сказал ему: “Возрадуйся двум светам, которые дарованы тебе и которые не были дарованы ни одному пророку до тебя. Это сура ‹Аль-Фатиха› и заключительные аяты суры ‹Корова›. Прочитав любую мольбу из содержащихся в них, ты непременно получишь [то, что просил]”».